# Бобынин, Николай Николаевич
Николай Николаевич Бобынин (ошибочно Бабынин; 1 марта 1883, Ушаково, Курская губерния — 3 января 1938, Тбилиси) — эсер, делегат Всероссийского Учредительного собрания, автор трудов по внешней торговле Персии.

## Биография
Николай Бобынин родился 1 марта 1883 года в селе Ушаково Белгородского уезда Курской губернии в семье земского служащего Николая Бобынина (старшего). По сословной системе Российской империи того времени Николай принадлежал к мещанскому сословию. В 1901 году он окончил Курское реальное училище и поступил в Харьковский технологический институт, но был исключён из него. После этого поступил в Московский сельскохозяйственный институт, который окончил со специальностью ученого-агронома.
В 1902 году Николай Бобынин вступил с Партию социалистов-революционеров (ПСР), в которой был связан с Серафимой Клитчоглу — лидером эсеровской террористической группы, готовившей покушение на Плеве. Был арестован в том же году и сослан, по решению суда, в Вологодскую губернию.
В 1916 году издается небольшая книга Николай Бобынина по организации хлебозаготовок с предисловием Александра Чаянова. В 1917 году Николай был избран членом Исполкома Всероссийского съезда крестьянских депутатов и делегатом III съезда Партии Социалистов-Революционеров (25 мая — 4 июня 1917 года). Одновременно он являлся кандидатом во Временный совет Российской республики (Предпарламент).
Между революциями Николай Бобынин переезжает в Тамбов, где становится председателем местного губернского комитета ПСР, председателем губернского земельного комитета и заместителем председателя губернского продовольственного комитета (губпродкома). Одновременно избирается гласным Тамбовской городской думы.
В 1917 году Николай Бобынин был избран в члены Учредительного собрания по Тамбовскому избирательному округу от эсеров и Совета крестьянских депутатов (список № 1). 5 января 1918 года стал участников знаменитого заседания-разгона Собрания.
Судьба в Гражданскую войну неизвестна, в списках КОМУЧа не значился. В 1920-е годы (или ранее) переезжает в Тифлис.
В 1923—1924 годах Николай Бобынин пишет и издает две книги по экономическому положению и внешней торговле Персии. В январе 1938 года Бобынин был предан суду Военной коллегии Верховного суда СССР и приговорен к расстрелу. Приговор был приведен в исполнение.

## Произведения
- Бобынин Н. Н. Организация заготовки хлебов в Тамбовской губернии / Сост. Н. Н. Бабыниным [!Бобыниным], И. С. Гринковым и К. А. Панкратовым; [Предисл.: зав. Прод. отд. А. Чаянов]. — Москва : т-во тип. А. И. Мамонтова, 1916. — 117 с.
- Бобынин Н. Н. Внешняя торговля Персии в 1922-23 году / Н. Н. Бобынин; С предисл. уполномоченного НКВТ СССР в ЗСФСР тов. А. И. Иваняна. — [Тифлис] : Упр. уполномоченного Нар. ком. внеш. торг. СССР в ЗСФСР, [1924]. — [2], 248, [2] с. : табл. + 1 л. к.
- Бобынин Н. Н. Персия, ее экономическое положение и внешняя торговля 1901—1923 / Агр.-экон. Н. Н. Бобынин ; Под ред. Г. М. Григорьяна. — Тифлис : Нар. ком. по внеш. торговле ЗСФСР, 1923. — 3, 558, 56 с. : 1 л. к.